# Территория
Террито́рия (лат. territorium «область, территория, земля вокруг города (полиса)») — часть поверхности суши с определёнными границами.
Территорией ранее называлось земельное пространство, на которое распространялась юрисдикция государства, а позднее и административной единицы (территориального образования) в его составе. Позже данное слово стали употреблять для обозначения любого пространства на земле.

## Территория государства
Территория государства (государственная территория, территория как признак государства) — одна из частей земного шара, находящаяся под юрисдикцией какого-либо государства, один из признаков государства на относительно поздней стадии социального развития.
Определённая государственная территория не была основным признаком государственности в ранних государственных образованиях, но стала им позднее. На первой стадии своего существования многие племена и народы вели кочевой образ жизни, меняя местопребывание в зависимости от наличия природных ресурсов (продовольствия). При этом существовала определённая система организации власти, так что для некоторых из племён можно говорить о наличии таких основных признаков государственности, как народ и суверенная (верховная) государственная власть. С переходом к оседлости постепенно установилась определённая территория государства, которая стала основой развития государств.

### Современное состояние
На своей территории государством осуществляется территориальное верховенство, совокупность высшей и единственной власти, которая является одной из неотъемлемых частей государственности. Границами государственной территории устанавливаются пределы действия высшей государственной власти и издаваемых ею норм.
Состав государственной территории (по мнению некоторых государств):
- суша — часть поверхности планеты, не покрытая водами, в пределах государственных границ
- внутренние и территориальные воды
- воздушное пространство — (тропосфера, стратосфера, ионосфера, а также значительная часть вышележащего пространства) в пределах государственных границ
- недра — часть земной коры, расположенная ниже земной поверхности и дна водоёмов до доступной глубины.

В настоящее время международным правом запрещается насильственный захват территорий других государств, нарушение государственных границ, использование их территорий без согласования с ним.
Также закреплён принцип территориальной целостности и неприкосновенности государств.
Международное право которое допускает возможность (признаёт законными) изменения границ государственной территории лишь в строго определённых случаях:
- Изменение границ государственной территории, произведённое на основе принципа самоопределения народов и наций.
- Обмен, передача или уступка государственной территории, производимые добровольно и в интересах развития мирных добрососедских отношений между государствами.

## Территория административной единицы
Территория земельного владения:
- Территория города — территория, ограниченная городской чертой.
- Территория местного самоуправления — территория муниципального образования, земли городских и сельских поселений, прилегающие к ним земли общего пользования, рекреационные зоны, другие земли, в границах муниципального образования независимо от их целевого назначения и форм собственности.
- Территория общественного самоуправления — земли городских, сельских поселений, прилегающие к ним земли общего пользования, рекреационные зоны, земли, необходимые для развития поселений, и другие земли в границах муниципального образования независимо от форм собственности и целевого назначения, где организовано общественное самоуправление[1]. Например: Территория СНТ, Территория ДСК, подъезд многоквартирного жилого дома.